# Christoph Benzmüller
Christoph Benzmüller ist ein deutscher Informatiker, Inhaber des Lehrstuhls für KI-Systementwicklung an der Otto-Friedrich-Universität Bamberg und außerplanmäßiger Professor an der FU Berlin.

## Werdegang
Benzmüller studierte ab 1989 Informatik an der Universität des Saarlandes. Das Studium schloss er 1995 mit dem Diplom ab. Anschließend promovierte er bei Jörg H. Siekmann 1999 zum Thema Equality and Extensionality in Higher-Order Theorem Proving, begutachtet von Michael Kohlhase und Frank Pfenning.
Nach einem Auslandsaufenthalt in Birmingham und Edinburgh war er von 2001 bis 2008 als Hochschuldozent an der Universität des Saarlandes tätig, unterbrochen von einem Forschungsaufenthalt in Cambridge. Anschließend war er bis 2009 Professor an der International University in Germany in Bruchsal. 2008 habilitierte Benzmüller an der Universität des Saarlandes und 2012 an der FU Berlin. Nach Forschungsaufenthalten in Stanford und Luxemburg ist er seit 2021 außerplanmäßiger Professor an der FU Berlin. Im Februar 2022 nahm er einen Ruf an die Universität Bamberg an.

## Forschung
Benzmüller forscht an der Schnittstelle von Künstlicher Intelligenz, Philosophie, Mathematik und Sprachverarbeitung. Einerseits interessiert er sich für Formales Argumentieren und Universelle Logik mit Anwendungen in der Philosophie/Metaphysik und Mathematik, anderseits für die Entwicklung hybrider KI-Technologien zur ethisch-rechtlichen Kontrolle von KI-Systemen. Im Rahmen von Forschungsaufenthalten und Gastprofessuren hat er Kooperationen zu zahlreichen internationalen Einrichtungen aufgebaut, inklusive Universität Luxemburg, Stanford University (USA), University of Cambridge (UK), Carnegie Mellon University (USA), BITS Pilani Dubai (UAE) und Zhejiang-Universität (China). Er sitzt in verschiedenen internationalen Ausschüssen, berät KI-Startups, ist nationale Kontaktperson der Confederation of Laboratories for Artificial Intelligence Research in Europe (CLAIRE-AI), Mitglied der Graduiertenschule Berlin Mathematic Research Center (MATH+) und der Vereinigung Deutscher Wissenschaftler.
Bekannt ist Benzmüller für seine Arbeiten zur Formalisierung des Gödelschen Gottesbeweis und zur Verifikation der Theoreme mittels Isabelle.